# Teatrul de pe Ulița Lupilor
Teatrul de pe Ulița Lupilor (în maghiară Farkas utcai színház) din Cluj-Napoca, cunoscut și drept Teatrul de piatră de pe Ulița Lupilor, a fost prima clădire de teatru din Ungaria, fiind inaugurată la 12 martie 1821. În perioada în care a funcționat, a fost cunoscut sub numele de Teatrul Orășenesc (în maghiară Városi Színház) sau Teatrul de stat din Cluj (în maghiară Kolozsvári Állami Színház) și a găzduit spectacole în principal în limba maghiară, cât și în limba germană.
Teatrul a funcționat în clădirea de pe Ulița Lupilor (acum numită Strada Mihail Kogălniceanu) până în anul 1906, când activitatea s-a mutat în clădirea Teatrului Național din Piața Huniade (în prezent Piața Ștefan cel Mare). Teatrul de pe Ulița Lupilor, în acea perioadă deținut de Universitatea Regele Ferdinand, a fost demolat în anul 1934, în locul său fiind ridicat Colegiul Academic.
De-a lungul istoriei sale, teatrul s-a confruntat aproape în permanență cu o lipsă de fonduri pentru funcționare, situație ameliorată temporar datorită eforturilor contelui Imre Mikó. Teatrul, care a jucat și un rol de pionierat în istoria dramaturgiei maghiare, a cunoscut apogeul între anii 1887 și 1896, când, sub conducerea lui Mór Ditrói, a pus în scenă un ciclu de teatru maghiar, și cicluri separate ale operelor lui Gergely Csiky, Mór Jókai și William Shakespeare. 

## Construcție
Dieta Transilvaniei din 1794-1795 a înființat un comitet care să elaboreze un plan pentru un teatru național și a demarat o campanie de strângere de fonduri în acest sens. Timp de șapte ani, comitetul s-a ocupat de teatrul maghiar: închirierea spațiilor, furnizarea de costume și recuzită, traducerea pieselor, plata actorilor. La 17 ianuarie 1802 a fost lansată o colectă națională pentru un teatru permanent. Între 1802 și 1809, 12.572 de forinți și 34 de coroane au fost colectate din donații publice. Cei mai mari donatori au fost conții Ferenc și Lajos Teleki, baronul Miklós Wesselényi și baronul József Bánffi, iar mai târziu baronul József Thoroczkai.
La 13 iulie 1803, două parcele adiacente au fost cumpărate de la școala reformată de pe Ulița Lupilor; suprafața a fost extinsă la un pătrat prin cumpărarea unei a treia parcele mici la 10 mai 1804. Construcția a început la 27 septembrie 1803, sub supravegherea maestrului constructor Antal Alföldi, pe baza planurilor lui Antal Schütz, un arhitect asistent. Fundația a fost finalizată la 2 mai 1806. Până în 1806, zidurile erau finalizate în proporție de o treime, dar din cauza fondurilor tot mai mici, construcția a fost oprită în 1807.
În 1811, Dieta a înființat o nouă comisie care să inspecteze lucrările de construcție și să elaboreze un nou plan financiar. Pentru a strânge banii necesari pentru finalizarea construcției, a fost impusă o nouă taxă asupra nobilimii, care era altfel scutită de impozit. Episcopii romano-catolici și greco-catolici din Transilvania, Universitatea Săsească și Trezoreria au cerut și au primit scutiri din partea împăratului. Din cauza scutirilor și a devalorizării survenite în urma războaielor napoleoniene, veniturile încasate au fost de 16.000 de forinți în loc de 100.000 de forinți, cât era prevăzut. Începând cu 22 iunie 1811 construcția a fost supravegheată de Lázár Káli Nagy, fost ajutor de executor judecătoresc al județului Cluj. În 1813 zidăria exterioară și tâmplăria interioară erau finalizate, de unde și data de 1813 de pe fațadă.
Ulterior, comitetul teatrului a încercat să finanțeze teatrul prin vânzarea de acțiuni, dar nu a reușit să strângă o sumă semnificativă de bani, astfel că lucrările s-au oprit din nou. Abia în 1820 teatrul a fost repus în funcțiune, când orașul Cluj, cu permisiunea guvernatorului, a acordat comitetului teatrului un împrumut de 12.000 de forinți cu o dobândă de 6%. În plus față de finalizarea clădirii, acest lucru a fost suficient pentru decorarea interioară. Costul total al construcției s-a ridicat la aproape 58.000 de forinți, la care s-au adăugat donații în natură (fier, var, lemn, țigle, cărămizi, cărămizi, alte materiale de construcție) și forță de muncă gratuită (șerbi și prizonieri) oferită de comitat.
La prima reprezentație a teatrului, pe 12 martie 1821, a fost prezentată nobililor drama Zrínyi de Theodor Körner, tradusă de Dániel Petrichevich-Horváth, cu traducătorul în rolul principal. Compozitorul uverturii a fost György Ruzitska. Distribuția a jucat în propriile rochii elegante, care au fost donate teatrului după spectacol. A doua zi, compania de teatru profesionist a jucat piesa lui László Szabó Szentjóbi, Regele Matia.
Membrii primei trupe de teatru de pe Ulița Lupilor au fost Pál Jantsó, József Székely, Anna Székelyné Ungár, Borbála Simény, Borbára Hajósné Koronka, Celesztin Pergő, István Török, György Simonffy, József Farkas, Sándor Rácz, Sándor Rácz Jr., József Székely, Mária Néb, Juliánna Keresztes , Pál Kolozsváry, László Kónya, István Gőde, Mojzes Bartha și Sándor Gillyén au fost ajutoarele.

## Funcționare

### 1821–1840
La început teatrul a fost administrat de comitetul teatrului, apoi, din 16 august 1821, a fost gestionat de Lázár Káli Nagy. În 1822 administratorul a fost Antal Hollaki, iar în 1823, Lazar Káli Nagy din nou. Lázár Káli Nagy a înființat o companie de operă, iar în 1823 l-a angajat pe Róza Déryné Széppataki, care a petrecut patru ani în oraș, pentru a lucra la teatru. În această perioadă, cel puțin o lucrare muzicală a fost reprezentată în fiecare lună. Prima operă, Fuga lui Béla de József Ruzitska, a fost reprezentată la 26 decembrie 1822. Unul dintre membrii fondatori, Dániel Petrichevich-Horváth, a fost membru al consiliului de administrație format din trei membri până în toamna anului 1828. Până în 1841 a fost administrat de diverși manageri, dar întotdeauna în pierdere. Din cauza lipsei de continuitate a directorilor teatrului, nu se poate vorbi de o direcție artistică unică în această perioadă.
Încă de la început, teatrul a fost menit să servească cauza limbii maghiare și a educației, astfel că în 1821 a existat o mare revoltă atunci când a fost folosit pentru spectacole în limba germană. În 1828 teatrul a fost închiriat de Philipp Schwelle, directorul teatrului din Sibiu. În 1832 Celestin Pergő, care conducea instituția, a devenit partenerul regizorului de teatru german Henrik Uhlik. Acest lucru a dus la un scandal la nivel național, când, pe 2 iunie, după un spectacol în limba germană, studenți din Cluj l-au agresat pe directorul teatrului german.
La 6 septembrie 1834 a avut loc premiera piesei Banul Bánk, regizată de Gábor Egressy, cu Márton Lendvay în rolul principal. Din acel moment, piesa dramatică a devenit o piesă cult la Cluj: a fost jucată de o sută de ori în următoarea sută de ani. Din 1840, au fost jucate și opere de Ferenc Erkel, fostul dirijor al teatrului.

### 1841–1870

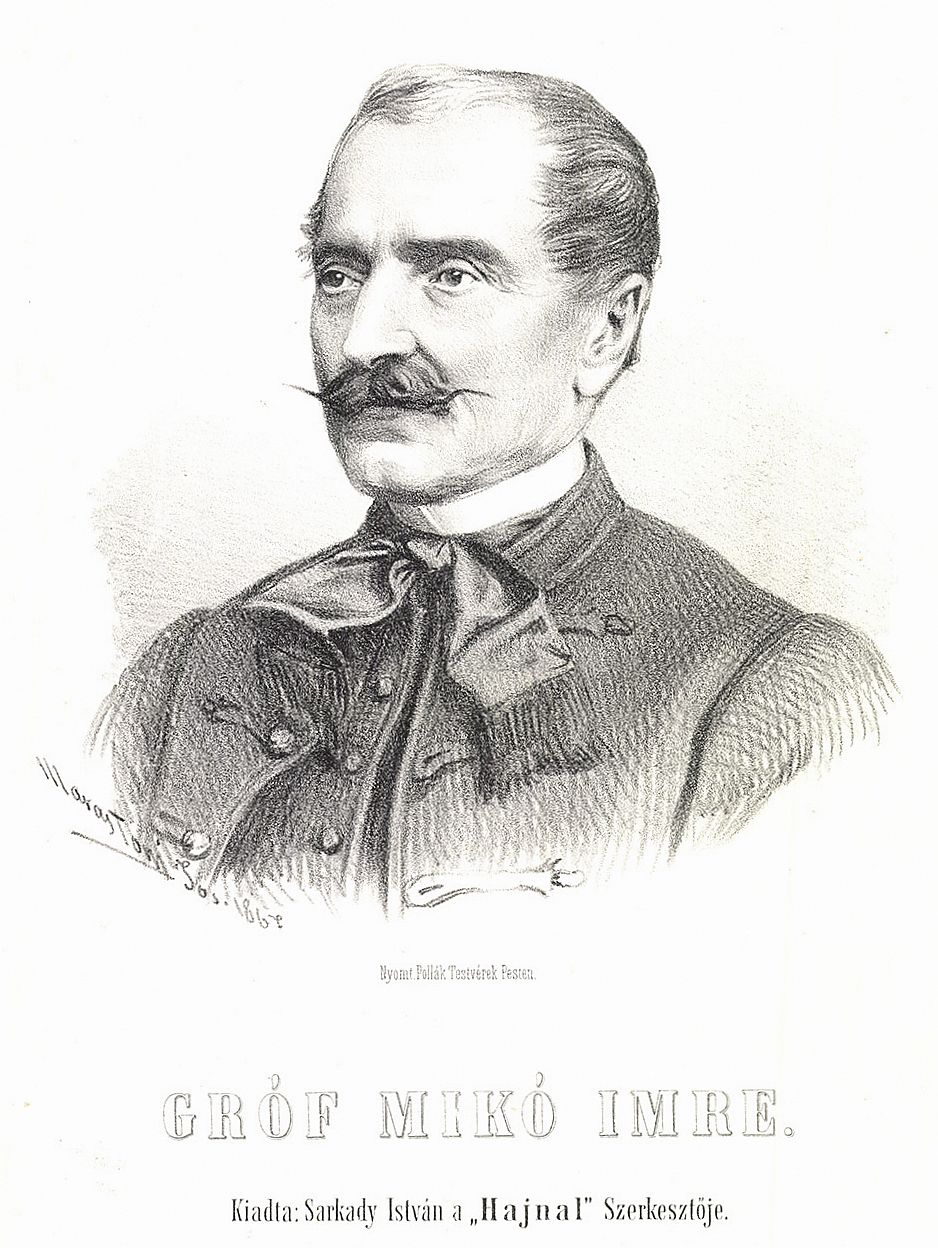
Mikó Imre

Pentru a elimina problemele continue de finanțare, Dieta Transilvaniei a pus pe ordinea de zi a sesiunii din 6 iunie 1842 rezolvarea problemelor financiare ale teatrului. Deși proiectul de lege prevedea ca teatrul să fie subvenționat doar de națiunile maghiară și secuiască, acesta nu a fost adoptat în cele din urmă, din cauza opoziției reprezentanților sașilor. Cu toate acestea, la ședința din 7 ianuarie 1843, Dieta a decis înființarea unui Comitet Național al Teatrului, avându-i ca președinte pe Imre Mikó și ca membri pe Imre Bethlen, contele János Mikes, baronul Károly Huszár și Gusztáv Groisz. Cu toate acestea, regele nu a confirmat decizia, astfel că legea nu a intrat în vigoare.
La Revoluția Maghiară din 1848, actorii au fost înrolați și teatrul a fost închis. De Crăciun, când trupele conduse de Józef Bem au intrat în Cluj, actorii au fost trimiși înapoi pe scenă și li s-a ordonat să reia spectacolele. După un timp, însă, membrii companiei au fugit înapoi pe câmpul de luptă.
În timpul stării de asediu din timpul Revoluției Maghiare din 1848, funcționarea multor instituții publice a fost restricționată sau complet suspendată. Colonelul Karl Urban a preluat Teatrul din Cluj în proprietate municipală și l-a închiriat unei companii germane, cu condiția ca, în cazul în care teatrul ar fi înregistrat un deficit din cauza lipsei de public, orașul ar fi trebuit să plătească deficitul. În urma înfrângerii Războiului de Independență, Imre Mikó s-a adresat guvernatorului Transilvaniei, Ludwig von Wohlgemuth, în 1851, cerând ca teatrul să fie readus la statutul său legal inițial. Succesorul său, Karl Borromäus zu Schwarzenberg, a răspuns în locul lui Wohlgemuth, dar nu a îndeplinit decât parțial cererea lui Mikó: teatrul a fost plasat sub supravegherea unui comitet condus de Mikó, dar, spre deosebire de înainte, comitetul nu se afla sub autoritatea Dietei, ci a Guvernatorului Transilvaniei.
„Nu poate exista cultură publică fără instituții publice, nu poate exista o politică puternică și fericită fără iluminare publică [...] Teatrele sunt cel mai de succes mijloc de răspândire a culturii publice; dar ele nu-și pot îndeplini scopul decât dacă se sprijină pe o bază solidă, care nu este altceva decât o simpatie puternică și profundă pentru ele din partea națiunii în cauză și o bază de capital suficientă.”—Imre Mikó în „Apel pentru viitorul teatrului național transilvănean din Cluj”
În 1853 teatrul se afla în stare de faliment, iar contele Imre Mikó a apelat la ajutorul publicului iubitor de teatru în apelul său adresat tuturor cetățenilor țării, și în special ai orașului Cluj, în chestiunea teatrului național transilvănean. A fost introdus un sistem de abonamente, care, deși nu a îndeplinit decât parțial speranțele care fuseseră puse, a ajutat în dificultățile financiare ale momentului. În 1854 s-a decis emiterea de acțiuni, dar banii strânși au fost suficienți doar pentru a construi o clădire tehnică cu un etaj.
În 1859, Imre Mikó a propus, înființarea unui fond pentru teatru, iar în 1860 a făcut din nou apel la donații în manifestul său intitulat "Apel pentru viitorul teatrului național transilvănean din Cluj". Apelul a fost lansată în februarie 1861 și s-au primit donații substanțiale, în mare parte sub formă de bonuri de despăgubire a proprietarilor de terenuri livrate foștilor proprietari din acea perioadă. Cea mai mare sumă, însă, a provenit din faptul că Mikó a reușit ca circa 81.000 de forinți să fie direcționați prin decret imperial către fondul teatrului. Totodată, împărăteasa Elisabeta a acordat o subvenție anuală teatrului pentru a acoperi costurile curente. Astfel, a fost renovată clădirea principală a teatrului, a fost construită o bibliotecă, vestiare, un atelier de pictură, cabinete și un depozit de materiale. Renovarea, finalizată în 1865 sub conducerea lui Anton Kagerbauer, a conferit clădirii un aspect neoclasic.
În 1860, compania a efectuat un turneu la București, dar din cauza lipsei de interes, veniturile nu au acoperit costurile turneului, pentru care directorul teatrului, Mihály Havi, solicitase un credit. Baronul Éder, consulul austriac la București, a mediat negocierile cu creditorii, iar Ferenc Koós, pastorul reformat din București, a organizat o colectă în beneficiul companiei.

### 1871–1886
În anii 1870, teatrul s-a confruntat din nou cu probleme de finanțare. În ciuda acestui fapt, cea de-a 50-a aniversare a deschiderii teatrului a fost sărbătorită cu generozitate: au fost bătute monede comemorative cu inscripția "Teatrul Național Maghiar 1821-1871", iar la 21 martie 1871, piesa Bajusz a lui Ede Szigligeti a fost prezentată în cadrul unui spectacol de gală, urmată a doua zi de Szigetvári Vértanúk a lui Mór Jókai.
În 1872, instituția a fost plasată sub administrație internă, iar baronul Sándor Huszár a fost numit intendent. A demisionat în 1873, deoarece nu reușise să asigure sponsorizare pentru instituție. I-au urmat József Lugosy și József László, timp de un an, dar și ei au demisionat în ianuarie 1874. În februarie, bancherul Bogdan Korbuly a devenit intendent, compensând deficitul din fondul de operare al teatrului din fonduri proprii.
În anul 1881, clădirea avea mare nevoie de reparații, care au fost efectuate din subvenția mărită pentru sezoanele 1881-82 și 1882-83. Din motive de economie, nu a fost angajată nicio companie de operetă. În 1883, au cerut ajutorul Ministerului de Interne și, după mai multe negocieri, Kálmán Tisza a transferat teatrul sub jurisdicția ministrului de Interne în februarie 1884. Kálmán Esterházy a fost numit director artistic și a fost lansată o licitație pentru conducerea teatrului, care a fost câștigată de Sándor Csóka, directorul teatrului din Košice. Din 1885, Teatrul de pe Ulița Lupilor a devenit al doilea teatru național al țării.

### 1887–1896

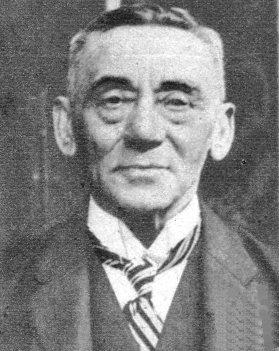
Mór Ditrói

La 26 ianuarie 1887, Sándor Csóka a anunțat că teatrul era în insolvență, iar actorii au intrat în grevă. După ce directorul a fost demis, actorii au continuat să conducă teatrul. După Eszterházy, József Bölönyi, un proprietar de terenuri, a devenit intendent și i-a cerut lui Mór Ditrói să preia conducerea artistică a instituției. Teatrul a înflorit în timpul lui Mór Ditrói. În 1891, a organizat un ciclu maghiar: de la 1 ianuarie, au fost jucate 56 de piese de teatru de 42 de autori maghiari, în 58 de reprezentații pe parcursul a 48 de zile. Ditrói a organizat mai multe astfel de cicluri tematice cu lucrări de Gergely Csiky, Mór Jókai și Shakespeare. Ciclul Shakespeare, bazat în principal pe traducerile lui Gyula Ecsedi Kovács, a fost lăudat și de revista londoneză Life Magazine.
Sub conducerea lui Ditró, teatrul a acordat o atenție deosebită decorurilor, costumelor și recuzitei. În mai multe rânduri, a pus în scenă spectacole cu colaboratori aristocrați, care erau la modă la acea vreme, inclusiv la 11 noiembrie 1892, cu ocazia sărbătoririi centenarului teatrului profesionist. În ziua precedentă, în cadrul festivităților, a fost jucată piesa Banul Bánk, cu Gyula Ecsedi Kovács în rolul principal, Margaret Hunyady în rolul Gertrudis și István Szentgyörgyi în rolul Tiborc.
Relația dintre intendentul József Bölönyi și directorul artistic, Mór Ditró, s-a deteriorat, în parte din cauza costurilor ridicate ale spectacolelor. La începutul anului 1892, Ditró, fără să îl anunțe pe Bölönyi, a făcut o ofertă ministerului pentru închirierea teatrului pe șase ani. Acesta a cerut o creștere a subvenției și s-a angajat să organizeze din nou operă și să introducă iluminatul electric. Gyula Szapáry, ministrul de interne, a semnat un contract cu Ditró pentru perioada 1893-1897. Bölönyi a reacționat prost la această procedură și a demisionat, fiind înlocuit ca indendent de contele Ákos Béldi.

### 1896–1906

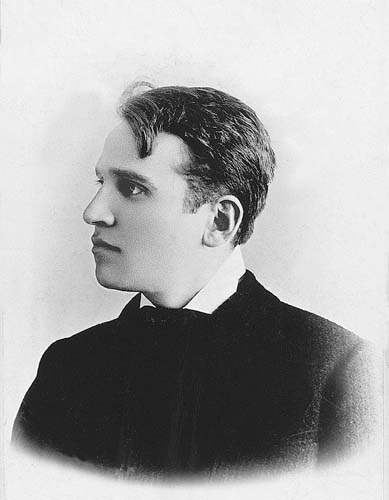
Jenő Janovics

În 1896, Mór Ditró s-a mutat la Teatrul de Comedie din Budapesta și a luat cu el câțiva actori din teatrul din Cluj. Din 1898, directorul artistic a fost Aurél Follinusz, compozitor de operetă, sub conducerea căruia profilul teatrului a evoluat spre genuri mai ușoare. În 1900 a fost înlocuit de Jenő Janovics, care a fost numit director în 1905.
La 3 ianuarie 1899 a fost prezentat spectacolul Fotografii în mișcare (în maghiară Mozgó fényképek), în regia lui Janovics, prima piesă de teatru din Cluj care încorpora proiecții de film. La începutul secolului al XX-lea, în clădirea teatrului se organizau regulat proiecții.

### După 1906

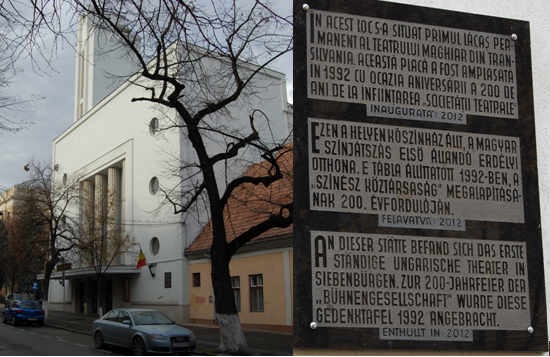
Casa Universitarilor, construită în locul teatrului, și placa memorială

Clădirea a fost declarată pericol de incendiu în 1903, când orașul a decis să construiască un nou teatru. Noul teatru din Piața Ștefan cel Mare a fost finalizat în 1906. Pe 17 iunie 1906, actorii și-au luat rămas bun de la clădirea de pe Ulița Lupilor cu piesa lui József Katona, Banul Bánk. Rolurile principale a fost interpretate de Ernő Hidvégi, Gertrud de Mari Jászai, Tiborc de István Szentgyörgyi, rolul lui Biberach fiind interpretat de directorul teatrului, Jenő Janovics. La 7 septembrie 1906, cu o zi înainte de inaugurarea noului teatru, a avut loc o petrecere oficială de adio, în cadrul căreia au fost jucate câteva dintre piesele de la inaugurarea din 1821.
Clădirea, care devenise inutilă, a fost cedată de guvernul maghiar universității, care a folosit-o ca depozit pentru muzeul botanic.
În 1919, după Primul Război Mondial, directorul Teatrului Național din Piața Hunyadi (astăzi Piață Ștefan cel Mare), Jenő Janovics, a oferit Consiliului Dirigent să predea pașnic noua clădire dacă acesta îi va vinde sau închiria teatrul de pe Ulița Lupilor și va asigura funcționarea unui teatru maghiar. Consiliul guvernatorilor nu a răspuns la solicitarea lui Janovics.
Clădirea, aflată în stare de degradare, a fost demolată în anul 1934, iar pe locul acesteia a fost construit Colegiul Academic, folosindu-se fundațiile vechii clădiri. O placă comemorativă a fost instalată în anul 2012 pe noua clădire.

## Descriere
Deasupra celor trei uși de stejar de pe fațadă se aflau patru stâlpi ionici, fiecare cu o singură fereastră în formă de ochi de bou. Frontonul trapezoidal avea o placă centrală cu inscripția "Teatrul Maghiar din Transilvania - 1813" și trei ferestre rotunde în jurul acesteia.
În sală erau 800 de locuri în sală și alte 600 de locuri în picioare, 15 la parter, 17 la etajul 1 și 18 la etajul 2. Sala de spectacole a fost luminată de 12 candelabre cu lămpi cu gaz, iar scena și orchestra de lumânări. La inaugurare, în clădire au fost aprinse în total 200 de lumânări; ulterior, numărul acestora a fost redus la 140, 120 și apoi la 100.
Inițial, clădirea era formată doar dintr-o scenă și o sală de spectacole, iar mai târziu au fost adăugate birouri, cabinete, vestiare, o bibliotecă și un vestiar.
Scena - care, la nevoie, putea fi deplasată cu ajutorul unui car și al unor animale - a fost inspirată de Theater an der Wien din Viena, care era cel mai avansat teatru din punct de vedere tehnic al vremii. Acesta era echipat cu trei dispozitive de coborâre și echipamente pentru deplasarea rapidă a decorului.